# Bernardino Gagliardi
Pour les articles homonymes, voir Gagliardi.
Bernardino Gagliardi ou Bernardo Gagliardi (Città di Castello, 1609 - Pérouse, 1660) est un peintre italien actif au XVIIe siècle.

## Biographie
Bernardino Gagliardi a été initialement formé auprès du peintre et architecte Rinaldo Rinaldi à Città di Castello. Par la suite il s'installe à Rome pour rejoindre l'atelier d'Avanzino Nucci.
Le pape Urbain VII le fait chevalier, lui décernant la croix de l'Ordre de San Maurizio.
Bernardino Gagliardi a rejoint l'Accademia di San Luca  et en devient président en 1655.

## Œuvres
- San Pellegrino, retable, église San Marcello al Corso, Rome
- Assomption, fresque, église de sainte Marie de Combarbio, Anghiari, Arezzo
- Fresques, églises de San Bernardino ai Monti (Gloire de San Bernardino et autres Saints franciscains) et San Sebastiano al Palatino, Rome[1]
- Trinité (1639) et Storie della vita di Maria e santi e profeti (1641-1643), fresque, lunettes de la chapelle, église Madonna delle Grazie, Città di Castello.
- Vergine in gloria e santi, huile sur toile, église Santa Margherita, Montefiascone
- Circoncision de Jésus, retable, signé par Bernardino Gagliardi, provenant de  l'église Madonna delle Lacrime, Trevi, actuellement au Museo Diocesano de Spolète
- Scènes de la vie de saint François (1645), fresques dans les lunettes du couvent, autour du cloître central. Certaines scènes ont disparu, d'autres ont été repeintes au XVIIIe siècle, et certaines restaurées en 2001, Trevi, Ombrie.
- Fresques  (1649), église San Filippo Neri, Pérouse.

Dôme de Città di Castello
- Chapelle de l'Ange Gardien
- Chapelle de Sainte Marie du Secours

Fresques et retable
- Chapelle de Saint Crescentian
  - Le Martyre de saint Crescentian, retable (XVIIe siècle)